# Comedyfestival Gent
Comedyfestival Gent is een jaarlijks weerkerend festival dat sinds 2007 plaatsvindt tijdens de Gentse Feesten in het JOC Rabot (Minus-One). In 2009 verhuisde het festival naar het Hof van Ryhove, in het historische centrum van Gent. 

## Selectie van artiesten die te gast waren op het Comedyfestival Gent
- Adriaan van den Hoof
- Alex Agnew
- Bart Cannaerts
- Bert Gabriëls
- David Galle
- Dirk Denoyelle
- Fuad Hassen
- Gino Sancti
- Han Solo
- Henk Rijckaert
- Iwein Segers
- Joost Vandecasteele
- Jovanka Steele
- Lies Lefever
- Öznur Karaca
- Raf Coppens
- Seppe Toremans
- Thomas Smith
- Vitalski
- Xander De Rycke